# Liste der Bodendenkmäler in Tegernheim
Auf dieser Seite sind die Bodendenkmäler in der Oberpfälzer Gemeinde Tegernheim zusammengestellt. Diese Tabelle ist eine Teilliste der Liste der Bodendenkmäler in Bayern. Grundlage ist die Bayerische Denkmalliste, die auf Basis des Bayerischen Denkmalschutzgesetzes vom 1. Oktober 1973 erstmals erstellt wurde und seither durch das Bayerische Landesamt für Denkmalpflege geführt wird. Die folgenden Angaben ersetzen nicht die rechtsverbindliche Auskunft der Denkmalschutzbehörde.

## Bodendenkmäler der Gemeinde Tegernheim

### Bodendenkmäler in der Gemarkung Schwabelweis
| Lage                    | Objekt                                                                               | Akten-Nr.     | Bild |
| ----------------------- | ------------------------------------------------------------------------------------ | ------------- | ---- |
| Schwabelweis (Standort) | Jungpaläolithische Freilandstation, Siedlungen der Jungsteinzeit und der Bronzezeit. | D-3-6938-0582 |      |

### Bodendenkmäler in der Gemarkung Schwabing
| Lage                                    | Objekt | Akten-Nr.     | Bild |
| --------------------------------------- | --- | ------------- | ---- |
| Schwabing Clemensstraße 28 (Standort)   | Mietshaus, viergeschossiger Neubarockbau in Ecklage mit reicher Fassadenzier, Erkern und Dachhäusern, über Eck gesetzter Polygonalerker mit Zwiebelhaube, um 1900; mit Einfriedung, zeitgleich. | D-3-6938-1024 |      |
| Schwabing Destouchesstraße 1 (Standort) | Mietshaus, viergeschossiger Mansarddachbau mit Schweifgiebel und barockisierender Putzgliederung, um 1890; mit Einfriedung, gleichzeitig.                                                       | D-3-6939-0171 |      |

### Bodendenkmäler in der Gemarkung Tegernheim
| Lage                  | Objekt | Akten-Nr.     | Bild |
| --------------------- | --- | ------------- | ---- |
| Tegernheim (Standort) | Steinzeitlicher Schlagplatz im Bereich eines Silexabbaureviers.                                           | D-3-6938-1018 |      |
| Tegernheim (Standort) | Bestattungsplatz vor- und frühgeschichtlicher Zeitstellung oder des Mittelalters bzw. der frühen Neuzeit. | D-3-6939-0017 |      |
| Tegernheim (Standort) | Siedlung vor- und frühgeschichtlicher Zeitstellung.                                                       | D-3-6939-0173 |      |
| Tegernheim (Standort) | Siedlung vor- und frühgeschichtlicher Zeitstellung.                                                       | D-3-6939-0174 |      |
| Tegernheim (Standort) | Siedlung vor- und frühgeschichtlicher Zeitstellung.                                                       | D-3-6939-0176 |      |
| Tegernheim (Standort) | Siedlung und Gräberfeld vor- und frühgeschichtlicher Zeitstellung.                                        | D-3-6939-0181 |      |
| Tegernheim (Standort) | Bestattungsplatz vor- und frühgeschichtlicher Zeitstellung oder des Mittelalters bzw. der frühen Neuzeit. | D-3-6939-0184 |      |
| Tegernheim (Standort) | Mittelalterliche Siedlungsbefunde.                                                                        | D-3-6939-0243 |      |